# 戸田忠次
戸田 忠次（とだ ただつぐ）は、戦国時代から安土桃山時代にかけての武将。田原戸田氏2代当主。戸田光忠（忠政）の嫡男として誕生した。通称は三郎右衛門。

## 出自
三河国田原（現在の田原市田原町）の国人戸田氏の支流。光忠の兄戸田康光は田原城を中心に三河湾沿岸を支配していた。康光は天文16年（1546年）に松平竹千代（後の徳川家康）を駿河国へ護送する役を今川義元から任せられたがこれに背き、尾張の織田信秀に売り飛ばして怒りを買った。田原城に攻め込んだ今川軍によって田原戸田氏は滅ぼされたが、光忠は脱出して岡崎に逃れた。

## 略歴
永禄6年（1563年）、忠次は三河三ヵ寺（佐々木上宮寺・野寺本証寺・針崎勝鬘寺）や土呂本宗寺が徳川家康に対して起こした三河一向一揆に応じた。しかし、戸田家は徳川家と縁戚関係・主従関係があったため内通を疑う者もあり、これを恨んだ忠次は翌7年（1564年）に徳川方に転じ、一揆鎮圧の軍勢に加わった。
その後次第に出世して渥美郡大津（現在の豊橋市老津町付近）に2300石を与えられ、永禄11年（1568年）12月からの遠江侵攻、翌年正月の掛川城攻め、元亀3年（1573年）の三方ヶ原の戦い、駿河国田中城攻め、天正12年（1584年）の小牧・長久手の戦い、天正18年（1590年）の小田原征伐などで功績を挙げた。家康の関東移封にともない、伊豆国下田（現在の下田市）5000石の封地を与えられた。
文禄・慶長の役（朝鮮出兵）の折には老齢の身ながら肥前国名護屋城にいた家康に謁し、もし徳川軍の朝鮮出陣あらば推して従軍せんことを請うたという。豊臣秀吉はこれを聞き「壮者の亀鑑」と称賛したという。
慶長2年（1597年）6月、極老の衰病からもはや奉公に適う身でないと知り、病を押して江戸の家康に謁した後下田に戻り、同月23日に死去した。享年67。生前は臨済宗妙心寺派の乾瑞和尚に帰依し、乾瑞は泰平寺殿英巌玄雄大居士の戒名を与えた。法名は玄雄。
嫡子の尊次が家督を継いだ。尊次は田原城主となると城内に英巌寺を建立し、忠次を開基とした。この時、忠次の戒名は英巌寺殿傑秀玄雄大居士に改められた。